# Ceneri (romanzo)
Ceneri è il sesto libro composto dalla scrittrice statunitense Kathy Reichs nel 2003, che rientra nel filone di avventure dell'antropologa forense Temperance Brennan.

## Trama
Temperance si trova nella sua città, Charlotte, in procinto di partire per una vacanza al mare con l'amato tenente Ryan.
Avvengono diversi ritrovamenti di ossa: il cadavere di un bambino carbonizzato, trovato nella stufa di una casa di campagna abbandonata; dei sacchi neri contenenti ossa animali ed umane, ritrovati dalla stessa dottoressa durante un picnic con la figlia Katy ed il fido cane Boyd; e, infine, i resti umani di un incidente aereo. I casi inizialmente sembrano scollegati, ma, saltata la vacanza ed iniziate le indagini, si scopre che tutti hanno due cose in comune: il traffico di droga ed il commercio clandestino di cistifellea d'orso. Questi sporchi affari sono opera di gente senza scrupoli e la stessa vita dell'antropologa forense è messa in grave pericolo. Solo l'appoggio e l'aiuto di Ryan consentono a Tempe di arrivare sana e salva alla conclusione del caso.

## Personaggi
- Temperance Brennan: protagonista ed antropologa forense;
- Andrew Ryan: tenente della Section de Crimes contre la Personne della SUQ (Sûreté du Quebec);
- Katy: figlia della protagonista.;
- Boyd: il cane di Temperance e dell'ex marito, Pete.

## Narrazione
Il romanzo è narrato in prima persona dalla protagonista e vi è un intreccio tra descrizioni scientifiche delle procedure utilizzate, la narrazione degli eventi, dei contesti e dei personaggi ed infine le sensazioni e le emozioni delladottoressa.

## Edizioni
- Kathy Reichs, Ceneri, traduzione di A. E. Giagheddu, Bur narrativa, Rizzoli, 2004, ISBN 978-88-17-00349-0.